# Keten (wiskunde)
In de ordetheorie, een deelgebied van de wiskunde, is een keten een totaal geordende deelverzameling van een partieel geordende verzameling. Men kan zich zo'n keten voorstellen als een verzameling van elementen die elkaar opvolgen.
Voor een verzameling {\displaystyle S} met een partiële orde {\displaystyle \leq } is een oneindig dalende keten een oneindige, strikt dalende rij van elementen {\displaystyle x_{1}>x_{2}>\ldots >x_{n}>\ldots }, waarbij {\displaystyle x>y} als {\displaystyle y\leq x} en {\displaystyle x\neq y}.
Zo is in de verzameling van de gehele getallen de rij {\displaystyle (-1,-2,-3,\ldots )} een oneindig dalende keten. Echter, binnen de verzameling van de natuurlijke getallen bestaat een dergelijke keten niet, want iedere keten van natuurlijke getallen heeft een kleinste element. 
Als een partieel geordende verzameling geen oneindig dalende keten bevat, voldoet de verzameling aan de zogenaamde afnemende ketenvoorwaarde. Gebruikmakend van het keuzeaxioma kan worden gesteld dat voldoen aan de afnemende ketenvoorwaarde op een partieel geordende verzameling, equivalent is met voldoen aan de eigenschap dat de corresponderende strikte partiële orde welgefundeerd is. Een sterkere voorwaarde, dat er geen oneindig dalende ketens en geen oneindige antiketens (deelverzameling waarvoor geldt dat elke twee elementen geen ordeningsrelatie tot elkaar hebben) bestaan, definieert de welquasiordes. Een totaal geordende verzameling zonder oneindig dalende ketens wordt welgeordend genoemd.